# Омнібус

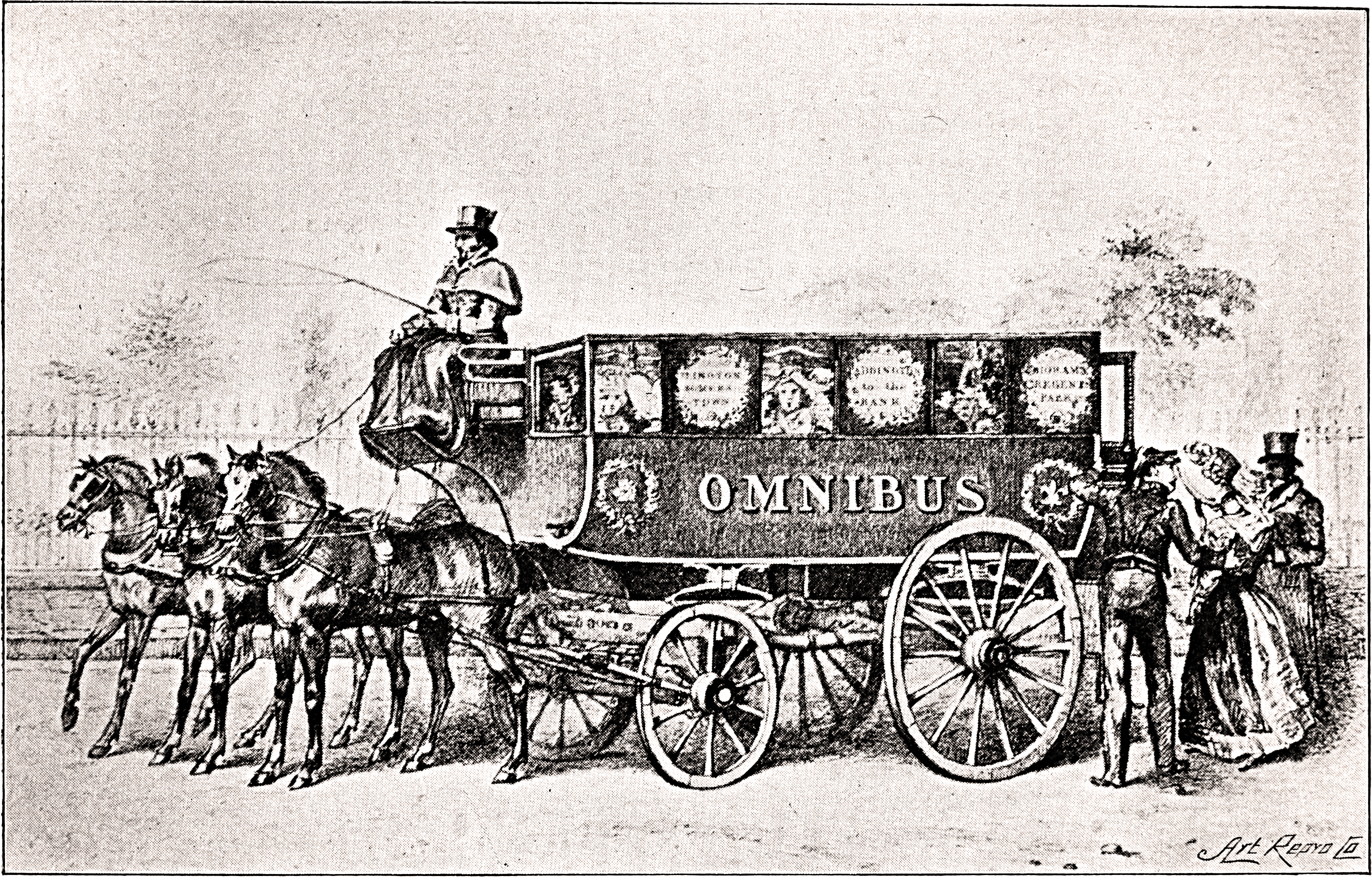
Перший омнібус Джорджа Шилібіра

О́мнібус (від фр. omnibus) — вид міського громадського транспорту, звичний для другої половини XIX століття. Багатомісний (15—20 місць) візок на кінській тязі, попередник автобуса. Поступово був витіснений конкою та трамваєм.
Часто пасажирські місця розташовувались не тільки всередині омнібуса, але й на даху (так званий «імперіал»).
У Російській імперії перші омнібуси з'явилися влітку 1830 року. Перші петербурзькі омнібуси були сезонним транспортом. До 1851 курсувало чотири маршрути. Карети кожного маршруту забарвлювалися в певний колір.
Поступово омнібус був витіснений конкою і, потім, трамваєм. А в 1899 році російським інженером-винахідником І. В.Романовим представлений проєкт першого в Російській імперії електричного омнібуса, який був випробуваний на вулицях Санкт-Петербурга в 1901 році. У тому ж році московським заводом «Дукс» була побудована партія 10-місних електричних омнібусів.
Тим не менш, наприклад, в Санкт-Петербурзі омнібус існував аж до 1914 року, а в Катеринославі (сучасне місто України Дніпро) — до 1917 року і Громадянської війни (останній омнібус виконував регулярні перевезення пасажирів на Новомосковськ і назад).

## Етимологія
Назва omnibus є скороченням ранішого voiture omnibus («екіпаж для всіх», «екіпаж всім»), де друга частина сполучення являє собою форму давального відмінка лат. omnes («всі»). Пізніше за аналогією до «омнібус» виникли назви «автобус», «тролейбус», а також «аеробус».
Згідно з іншою версією, на початку XIX століття в місті Нанті дехто Етьєн Бюро́ (Étienne Bureau) створив транспортний засіб для перевезення службовців свого діда, судновласника, між його конторою та митницею. Транспортний засіб зазвичай розташовувався на Площі Комерції, поруч із капелюховим магазином Омне (Omnès). На вивісці було написано «Omnes Omnibus» (отже, тут мала місце гра слів: «Всі Всім» чи «Омне Всім»). Так серед користувачів лінії увійшов в обіг вираз «піти до омнібуса», «сісти в омнібус»[джерело?].

## Історія

### Європа
Вважається, що перший у світі омнібус почав діяти у Нанті (Франція) в 1826. Однак, правильніше буде казати, що в Нанті в 1826 вперше стали вживати слово «омнібус». Відомо, що баготомісні пасажирські екіпажі застосовувались у Парижі ще в 1662 за Людовика XIV (з подачі Блеза Паскаля). Пізніше багатомісні екіпажі різних конструкцій використовували в інших містах. Однак, повсюдне використання омнібусів почалось лиш у XIX столітті.
Організатором публічного омнібусного обслуговування в Нанті в 1826 був колишній офіцер Станіслас Бодрі (Stanislas Baudry). По виході у відставку, він відкрив на околиці Нанта млин для борошна, а щоб утилізувати з розумом її тепло, — і лазню поруч з нею. Для приваблення клієнтів до бані, була зорганізована омнібусна лінія. Незабаром Борді виявив, що багато з пасажирів їздять на омнібусі не тільки в баню, а сходять, не доїхавши до кінцевої зупинки, на проміжних пунктах. Це наштовхнуло його на думку про самостійну цінність транспортного засобу (при створенні воно проєктувалось як додаток до лазні). Бодрі назвав свій транспортний засіб voiture omnibus, що значило «візок для всіх». Омнібус об'єднував функції візника і диліжанса: як візник, омнібус перевозив пасажирів у місті (але візниця працював у режимі таксі); як диліжанс, омнібус був маршрутним транспортним засобом, який перевозив велику кількість пасажирів (але диліжанс використовували для міжміських перевезень). Лави в омнібусі Бодрі йшли уздовж бортів; вхід розташовувався позаду.
Також відомо, що на два роки раніше, ніж у Нанті, омнібусне сполучення відкрив Джон Гринвуд між Манчестером (Маркет-Стріт) і його передмістям Салфордом (Пенделтон). Омнібус почав ходити цим маршрутом 1 січня 1824.
У 1832 омнібуси з'явились у Бордо та Ліоні. Можливо, концепція була запозичена в Нанті, хоча не виключено, що ідея народилась сама собою.
З'явились омнібуси й за межами Франції. Лондонська газета писала 4 липня 1829: «Новий транспортний засіб, званий омнібусом, сполучив Паддінгтон і Сіті». Ця лінія вважається початком історії лондонського автобуса. Організатором лондонського омнібусного руху був Джордж Шилібір (George Shillibeer), який напередодні, у 1827, перебуваючи в Парижі, розробив свій тип омнібуса. Спочатку у Лондоні використовували 22-місні омнібуси, але вони були занадто неповороткі, і їх замінили на омнібуси на дванадцять посадкових місць. Перший маршрут лондонського омнібуса мав протяжність у п'ять миль (8 км), на подолання цієї відстані йшла година.

### Америка
У Нью-Йорку омнібуси з'явились, як і у Лондоні у 1829. Організатором омнібусного руху у Нью-Йорку був підприємець Абрахам Брауер (Abraham Brower), який також був відомим як організатор добровільних пожежних команд. Перша омнібусна лінія Нью-Йорка проходила Бродвеєм. Незабаром приклад Нью-Йорка наслідували інші американські міста: Філадельфія у 1830, Бостон у 1835 та Балтимор у 1844.
Найчастіше міська влада давала дозвіл на організацію омнібусних перевезень за визначеним маршрутом невеликим компаніям, які до цього займались вантажними перевезеннями. Натомість компанія брала на себе обов'язок підтримувати певний рівень якості послуги. Нью-Йоркський омнібус дуже швидко став частиною міської самосвідомості.

### Конкуренти
Монополізм омнібуса тривав недовго: вже в тридцятих роках XIX сторіччя в містах з'явились перші конки. Однак, Популярними конки стали тільки після того, як в 1852 році французький інженер Альфонс Луба винайшов рейки з жолобом для реборди колеса, які утоплювались у полотно дороги. До цього використовували рейки, що виступали на 15 см над рівнем вулиці, що значно заважало вуличному рухові. Поїздка конкою, вагон якої їхав рівними рейками, була значно зручніша за поїздку омнібусом, який трясло на нерівностях дороги.
В 1903 у Лондоні почали діяти міські автобуси (початково їх називали автомобіль-омнібусами). Впродовж наступних десяти-п'ятнадцяти років моторні автобуси повністю витіснили своїх попередників.

## Значення омнібуса

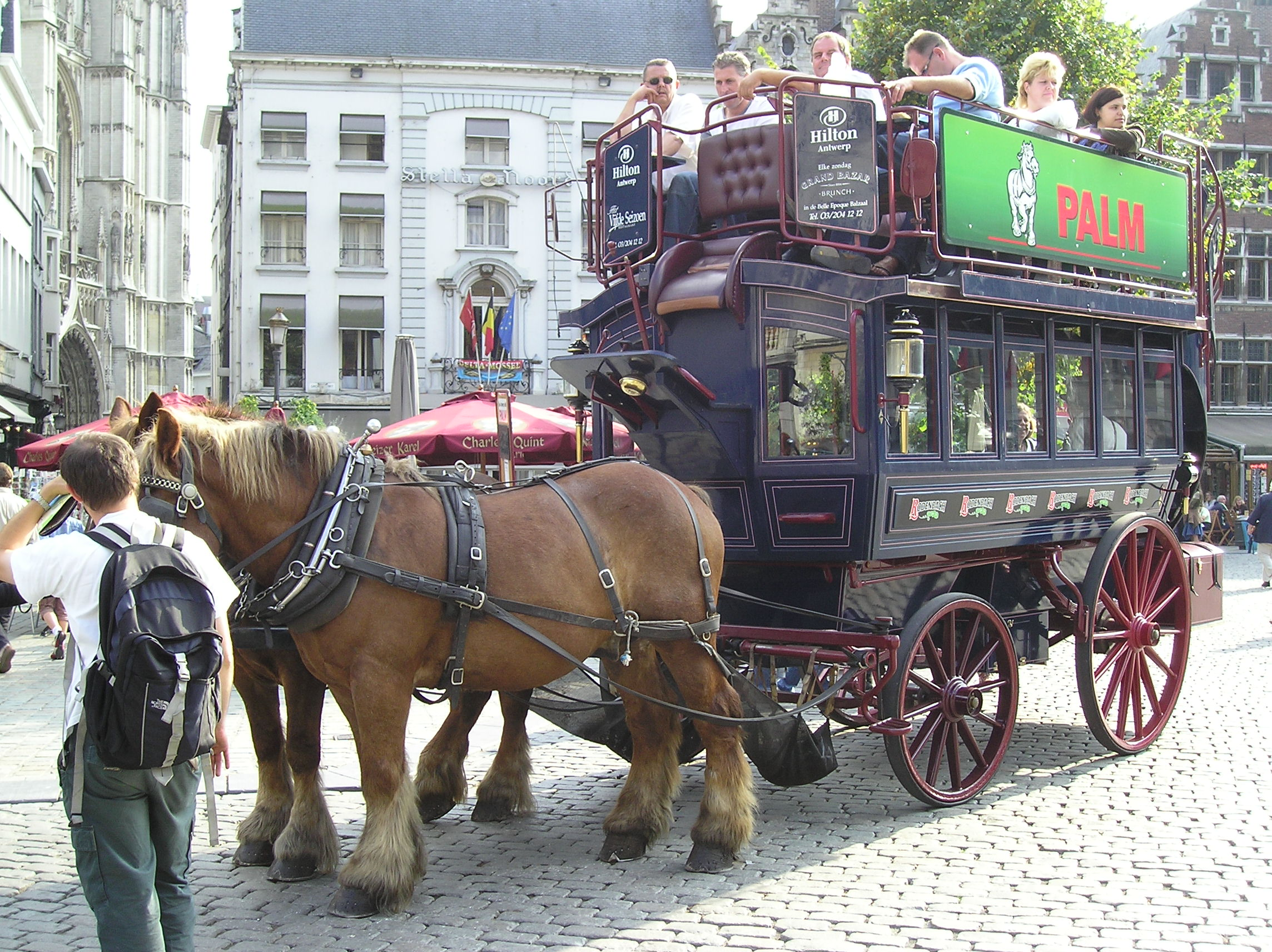
Сучасний туристичний омнібус

Омнібус значно вплинув на суспільство, зокрема, він сприяв урбанізації. У соціальному плані омнібус в прямому сенсі слова зблизив містян. Лише найбідніші не могли собі дозволити використовувати омнібус. Завдяки омнібусам мешканцям найближчих передмість стало простіше діставатись центру міста.

## Омнібус у XXI столітті
На сьогодні омнібуси використовують як міський транспорт в місті Санта-Клара на Кубі. В багатьох європейських містах омнібуси використовують як транспорт для туристів.
Цікаво, що в деяких мовах, наприклад в німецькій, слово «омнібус» зараз вживають для позначення моторних автобусів.